# Франко-індіанська війна
Франко-індіанська війна або Війна з французами та індіанцями (англ. French and Indian War) — поширена у США назва війни між Королівством Великої Британії та Французьким королівством у Північній Америці з 1754 по 1763 роки. У 1756 війна переросла у загальносвітовий конфлікт, відомий як Семирічна війна і стала вважатися її північноамериканським театром дій. У Канаді її зазвичай називають просто Семирічна війна, хоча серед франко-канадців вона відома як «Завойовницька війна» (фр. La guerre de la Conquête). У Європі немає спеціальної назви для північноамериканського етапу війни. Назва стосується головних ворогів британських колоністів: французьких королівських сил та союзних їм різноманітних індіанських племен, хоча на боці Королівства Великої Британії місцеве населення воювало також.
Війна розгорталася переважно вздовж кордонів британських колоній від Вірджинії до Нової Шотландії і розпочалася через прикордонну суперечку щодо річок Аллегейні та Мононгахіли, що на території сучасних Піттсбурга та Пенсільванії. Суперечка вилилася в сутичку під Грейт-Мідовз у травні 1754. Усі військові потуги британців вздовж прикордонних територій Пенсильванії та Нью-Йорку у 1755, 1756 та 1757 роках зазнали невдачі через поєднання поганого керівництва, внутрішніх розбіжностей та злагоджених франко-індіанських нападів. Облога британцями Форту Босежур, що на кордоні Нової Шотландії й Акаді призвела до репресій з боку британців та депортації французького населення форту, що чинило опір облозі.
Після катастрофічних кампаній британців 1757 року, кульмінацією яких стали невдалий похід на Луїсбург та провальна облога Форту Вільям Генрі, внаслідок якої ворожі британцям індіанці вчинили проти них показові звірства, британський уряд пішов у відставку і до влади прийшов Вільям Пітт. У той час Французьке королівство не бажало відправляти підмогу обмеженим військам у Нову Францію, адже віддавало перевагу концентруванню сил проти Королівства Пруссія та його союзників на європейському театрі Семирічної війни. Пітт істотно підсилив британські військові ресурси в колоніях і в період між 1758 та 1760 британські воєнні сили вдало поглинули серце Нової Франції, що вилилося у остаточне падіння Монреалю у вересні 1760.
Результат війни став найвизначнішою подією столітнього британо-французького протистояння. Французьке королівство поступилося своєму союзнику Іспанії частиною Луїзіани на захід від Міссісіпі як відшкодування за втрату Іспанією Флориди. Французька колоніальна присутність на півночі від Карибського моря обмежилася островами Сен-П'єр і Мікелон, тим самим засвідчивши позиції Британії як провідної колоніально потужної сили у східній частині Північної Америки.

## Походження назви
Конфлікт відомий під кількома назвами. У Британській Америці війни зазвичай називали на честь правлячого монарха, на кшталт Війни принца Вільгельма та Війни королеви Анни. Оскільки Війна короля Георга вже велася у 1740-х, британські колоністи назвали її на честь своїх супротивників, тож конфлікт став відомим під назвою Франко-індіанська війна. Ця традиційна назва вживається у США, але це затьмарює той факт, що індіанці воювали по обидва боки. Американські історики зазвичай використовують традиційну європейська назву Семирічна війна. Інші, менш вживані назви — Четверта міжколоніальна війна та Велика Війна за Імперію.
У Європі північноамериканський театр Семирічної війни зазвичай не має окремої назви, а весь конфлікт відомий як Семирічна війна. «Сім років» рахуються від офіційного оголошення війни у 1756 і аж до підписання мирної угоди у 1763. Ці дати не відповідають фактичним військовим діям на материку Північна Америка, де сутички між двома колоніальними силами тривали шість років, від Битви під Грейт-Мідовз до падіння Монреаля у 1760.
Франкомовні та англомовні жителі Канади називають Семирічною війною (Guerre de Sept Ans) як європейську, так і північноамериканську її частини. Франко-канадійці можуть вживати термін «Загарбницька війна» (Guerre de la Conquête) з моменту, коли Нова Франція була захоплена британцями і стала частиною Британської імперії, але ця назва ніколи не вживається англо-канадійцями. Також ця війна є однією з «Забутих війн Америки».

## Північна Америка у 1750-х

На карті зображено володіння Королівства Великої Британії (рожевий), Королівства Франція (блакитний) та Іспанії (помаранчевий) на території сучасних США та Канади.

Північна Америка на схід від Міссісіпі постійно проголошувалася володіннями як Королівства Великої Британії, так і Королівства Франція.
Французьке населення налічувало понад 75 тис. осіб і значною мірою зосереджувалося вздовж річки Святого Лаврентія та частково в Акаді (сучасний Нью-Брансвік), Іль Роялі (сучасний Кейп-Бретон) та Новому Орлеані. Французьке королівство претендувало на басейн річки Міссісіпі, але майже не доклало зусиль до спорудження поселень. Зате там діяли сотні торговців хутром, що вели співпрацю з місцевими племенами та часто одружувалися з індіанськими жінками.
Британські колонії населяло півтора мільйона чоловік, поселення простягалися вздовж східного узбережжя континенту від провінції Джорджія на сході до Нової Шотландії та колонії Ньюфаундленд на півночі. Багато старих колоній мали територіальні претензії на території, що вільно простягалися далеко на захід, адже на момент надання їм провінційних статутів межа протяжності континенту не була відома. Так як основні колонії розміщувалися вздовж узбережжя, їх населення стрімко зростало. Нова Шотландія, відібрана у Королівства Франція 1713 року до сих пір має значну частку франкомовного населення. Крім того, Королівство Великої Британії претендувало на Землю Руперта, де підрозділи Компанії Гудзонової затоки скуповували хутро в місцевого населення.

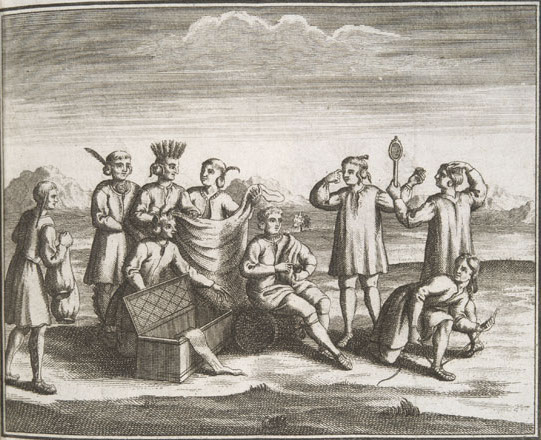
Ірокези торгують з європейцями(1722.

Величезні території між французами та британцями перебували під контролем місцевих племін. Мікмаки на півночі та абенаки частково у Новій Шотландії, східній частині Канади та сучасному Мені. ірокези зберігали вплив на значній території на півночі Нью-Йорку та в Огайо, а також на землях делаварів, шауні і мінго. Ці племена були залежними від ірокезів у плані укладання угод. Далі на південь домінували племена катаоба, кріки, чокто і черокі. Коли розпочалася війна, французи використовували свої торговельні зв'язки для рекрутування новобранців з племен на захід від району Великих Озер (ця територія уникла конфлікту між французами та британцями), а саме гуронів, місасауга, оджибва, віннебаго і потавтонів. Британці залучилися підтримкою ірокезів, а також черокі, до змін, що призвели до їх війни з британцями у 1758. У 1758 уряд Пенсильванії успішно провів Істонські переговори, у результаті яких племена Огайо пообіцяли зберігати нейтралітет у обмін на територіальні поступки та інші відшкодування. Більшість інших північних племен стали на бік французів, основних торговельних партнерів та постачальників зброї. Як британці, так і французи вели перемовини з кріками та черокі як щодо їх лояльності, так і щодо нейтралітету у війні. Участь у війні на іншому боці з порушенням офіційних домовленостей стала звичним явищем для невеликих груп індіанців.
Присутність іспанців на сході Північної Америки обмежувалась провінцією Флорида; крім того, вони контролювали Кубу та інші території у Вест-Індії, що отримали важливе значення під час Семирічної війни. Населення Флориди було невеликим та розміщувалось у Сент-Огастіні та Пенсаколі.

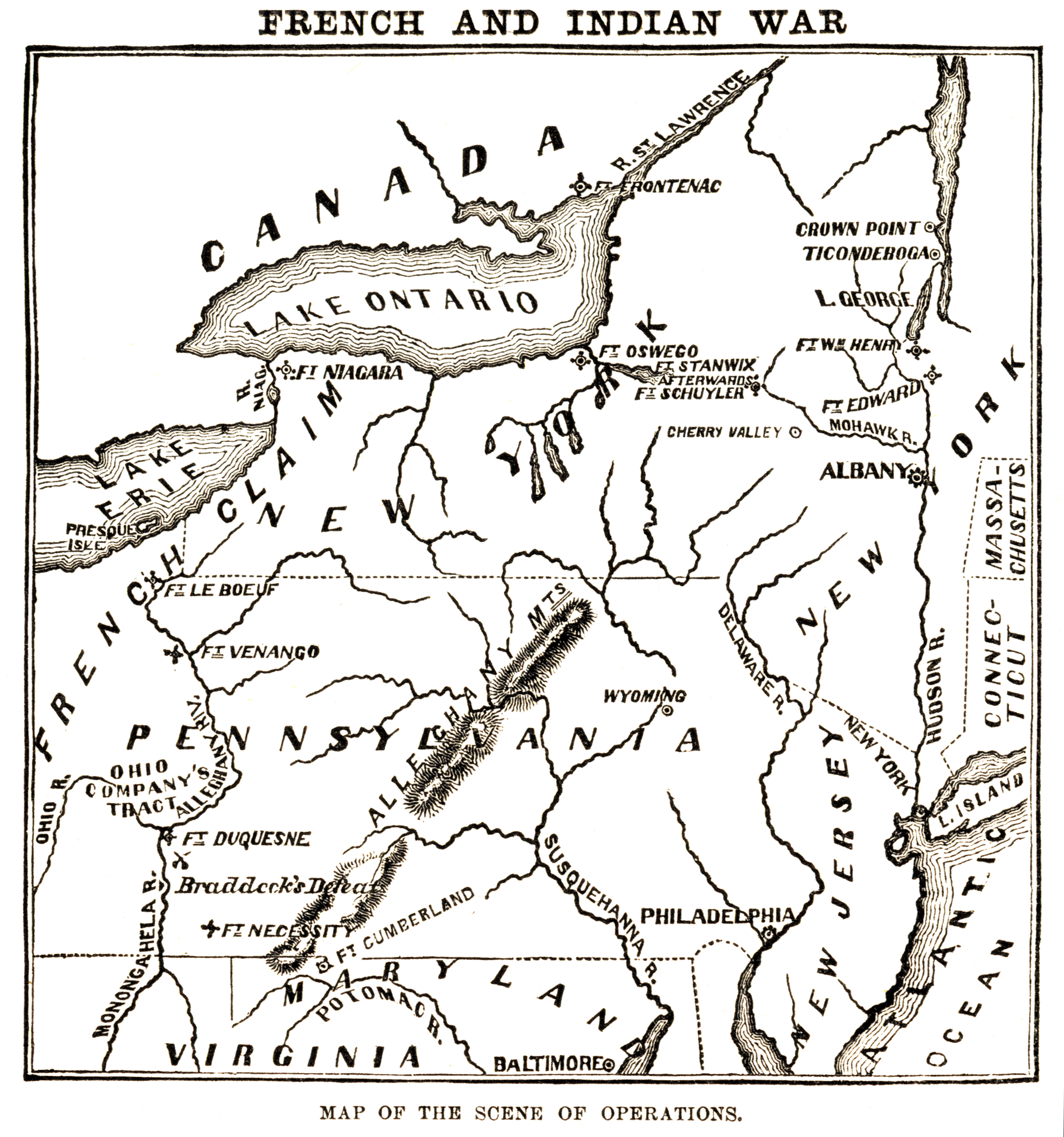
Нью-Йоркський та пенсильванський театри воєнних дій, тогочасне зображення.

На початку війни у Північній Америці були розгорнуті незначні військові сили Британії, у той час як французьких військ не було взагалі. Нову Францію захищали понад 3000 солдатів Troupes de la marine (військово-морських сил), загони колоніальних регулярних військ (деякі з них мали значний досвід битв у лісовій місцевості) та за необхідності — загони міліції. Більшість британських колоній утримували міліцію для боротьби з індіанцями, але не мали постійних сил. Вірджинія, що мала протяжний кордон, утримувала кілька загонів регулярних британських військ. Колоніальні уряди провадили політику, незалежну одне від одного та від уряду в Лондоні. Інколи ситуація ускладнювалася переговорами з індіанцями, чиї території охоплювали землі, на які претендували одразу кілька колоній, але з початком війни та створенням британської армії, її керівники намагалися нав'язати вимоги та обмеження до колоніальних адміністрацій.